# ギュスターヴ・フェイエ
ギュスターヴ・フェイエ（Gustave Fayet、1865年5月20日 - 1925年9月24日)は、フランスの画家、実業家、美術品収集家である。

## 略歴
フランス南西部、エロー県のベジエで生まれた。芸術家の一家の出身で、父親のガブリエル・フェイエ(Gabriel Fayet: 1832-1899)も画家、美術品収集家で、 父親の兄弟のクララ・フェイエ(Clara Fayet: 1823-1880)とレオン・フェイエ（ Léon Fayet: 1826-1880)も画家であった。コローやアドルフ・モンティセリの作品の愛好家である父親から絵を学んだ。16歳から画家として働き、象徴主義のスタイルの作品などを描き、1897年にパリのサロンに油絵を出展し、1899年にロンドンの風景を描いた作品を出展した。
1899年に父親が亡くなると、広大なブドウ園などのかなりの遺産を相続した。ブドウ酒の醸造所や商社を設立し、積極的な経営で事業を発展させ、大きな鉱業会社の副社長も務め、パリにカーペット会社を設立し、自らデザインしたカーペットも販売し、この事業も成功した。実業家としての活動のなか、ヨーロッパやアルジェリアを旅し、油絵や水彩画を描き、陶器のデザインや書籍の挿絵も描いた。
1901年にベジエの美術館の学芸員も務めるが、1905年にはパリに移った。
1908年にスペイン国境に近いオード県ナルボンヌの旧フォンフロワド修道院の競売においてアメリカ人収集家を上回る価格で落札し、この建物が解体されアメリカに運ばれることを防いだ。修道院の歴史的な外観を保存、修復するために10年間にわたって建物の修復作業を行った。歴史的遺産を修復するだけでなく、それに命を吹き込むことを目指して修復された修道院の敷地内で友人の美術家の展覧会を企画し始め、音楽を演奏するサロンを作った。多くの有名な美術家や、作曲家のモーリス・ラヴェルのような音楽家を招いた。修道院の内部の装飾のために画家のオディロン・ルドンを招き、ピアニストで美術家のRichard Burgsthal(1884-1944)にステンド・グラスの制作を依頼した。
1916年に、詩人のエルス・ケベルレ(Else Koeberlé: 1881-1950)と知り合い、彼女の依頼でヴィルヌーヴ＝レザヴィニョンのサンタンドレ修道院(Abbaye Saint-André de Villeneuve-lès-Avignon)を購入し、この修道院はケベルレらによって1930年まで修復が行われた。
資産家であり、広範な美術コレクションを構築し、ポール・ゴーギャンの作品を購入した最初の人物の1人であり、エドガー・ドガ、エドゥアール・マネ、クロード・モネ、カミーユ・ピサロといったの印象派の画家の作品も所有した。

## 作品

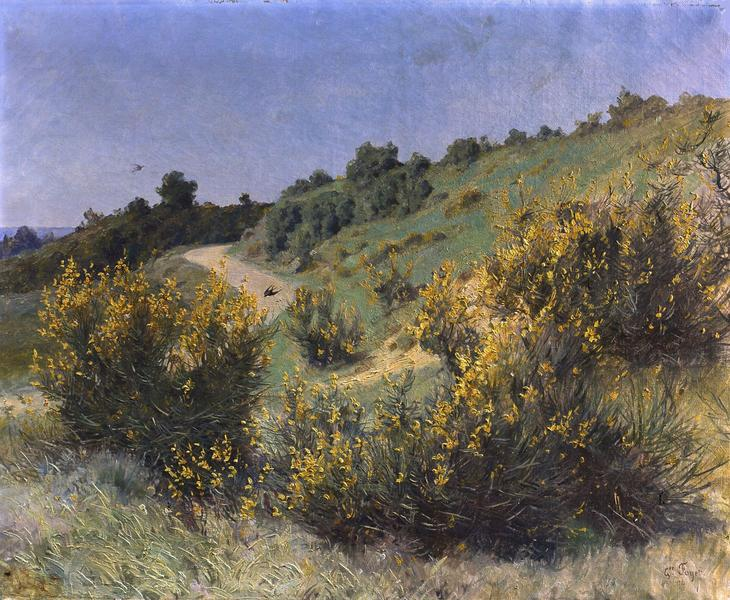
花のあるジュネの風景(1894)
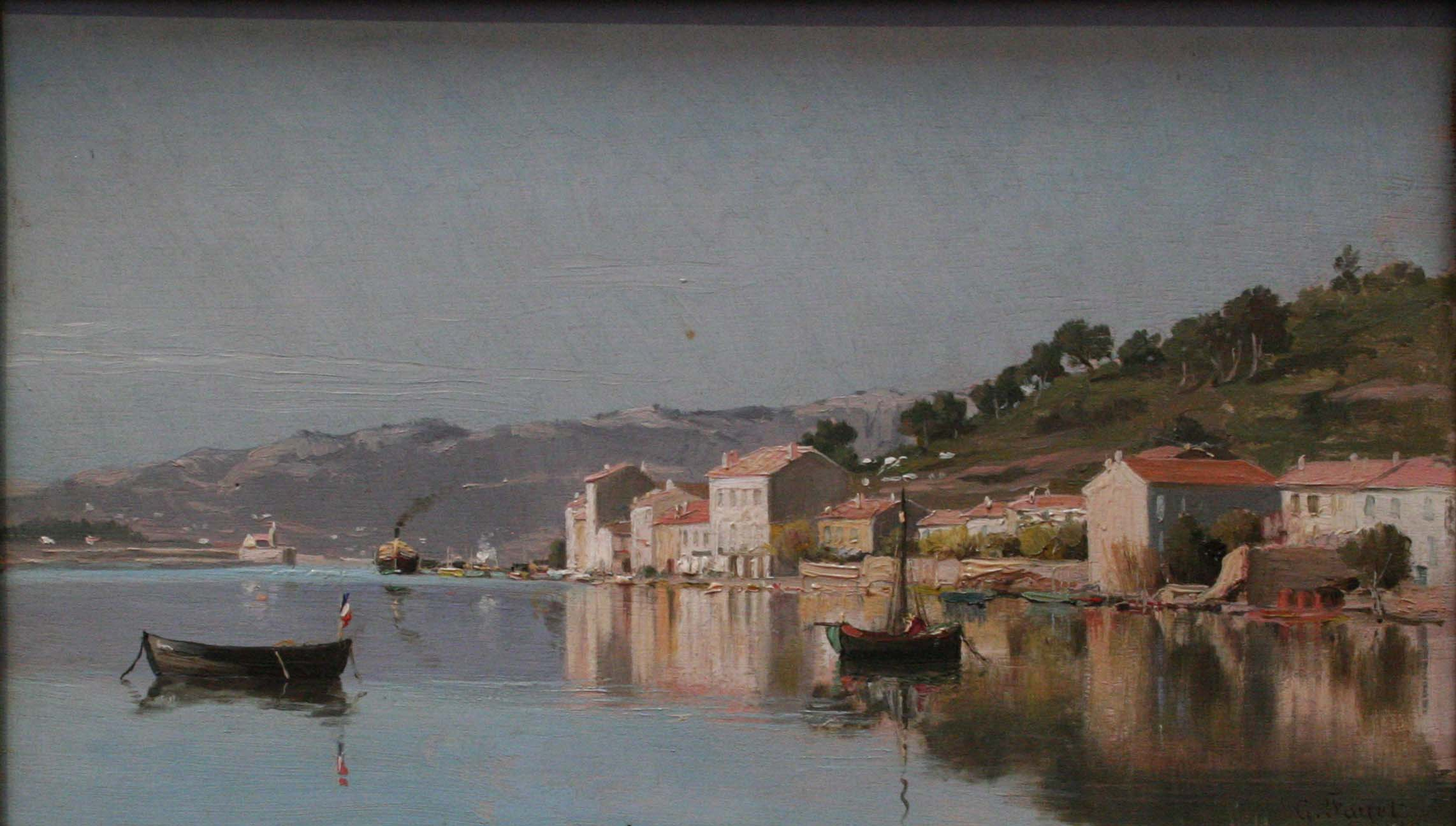
サンマンドリエの眺め (1896)
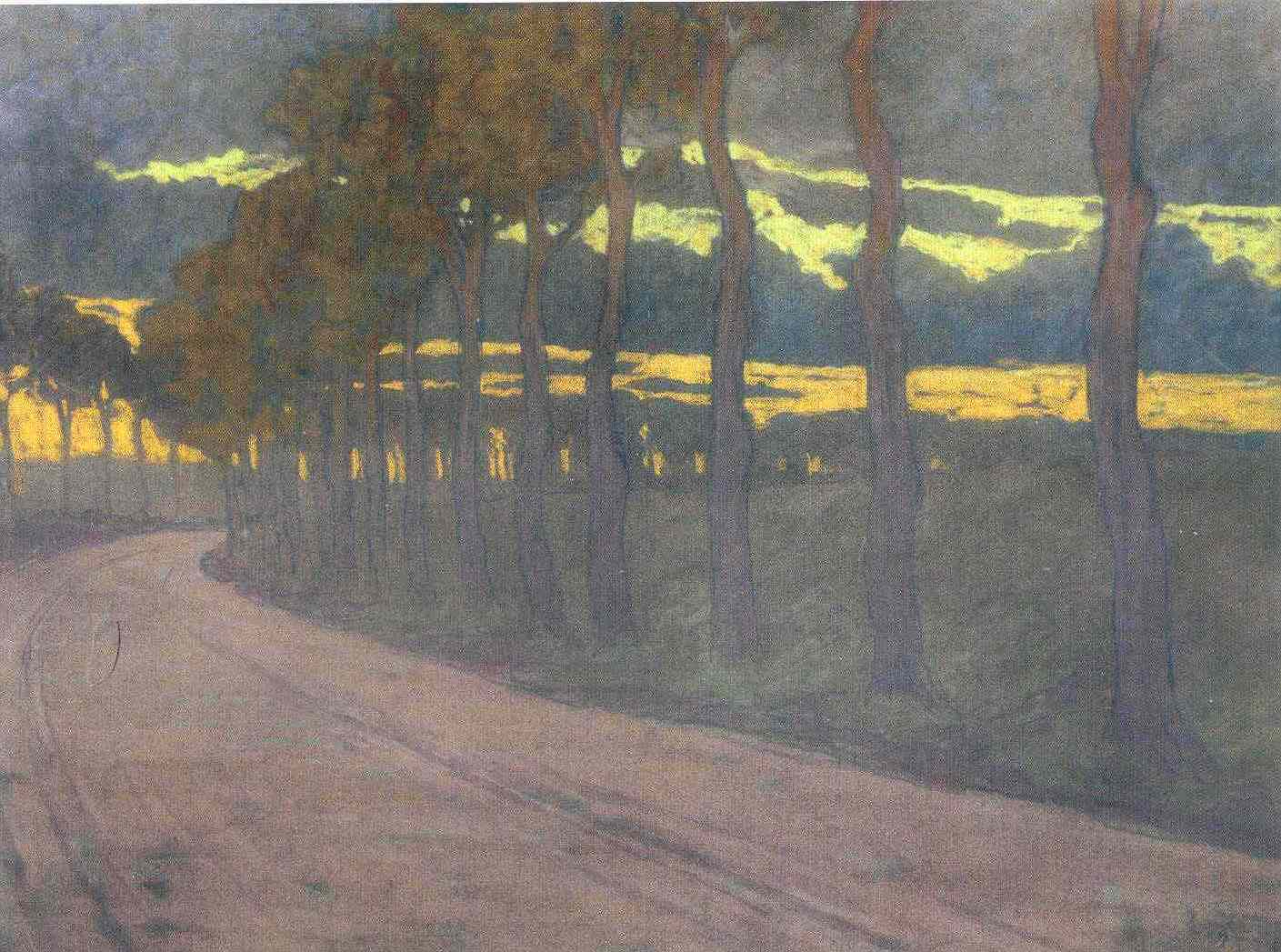
謎の道
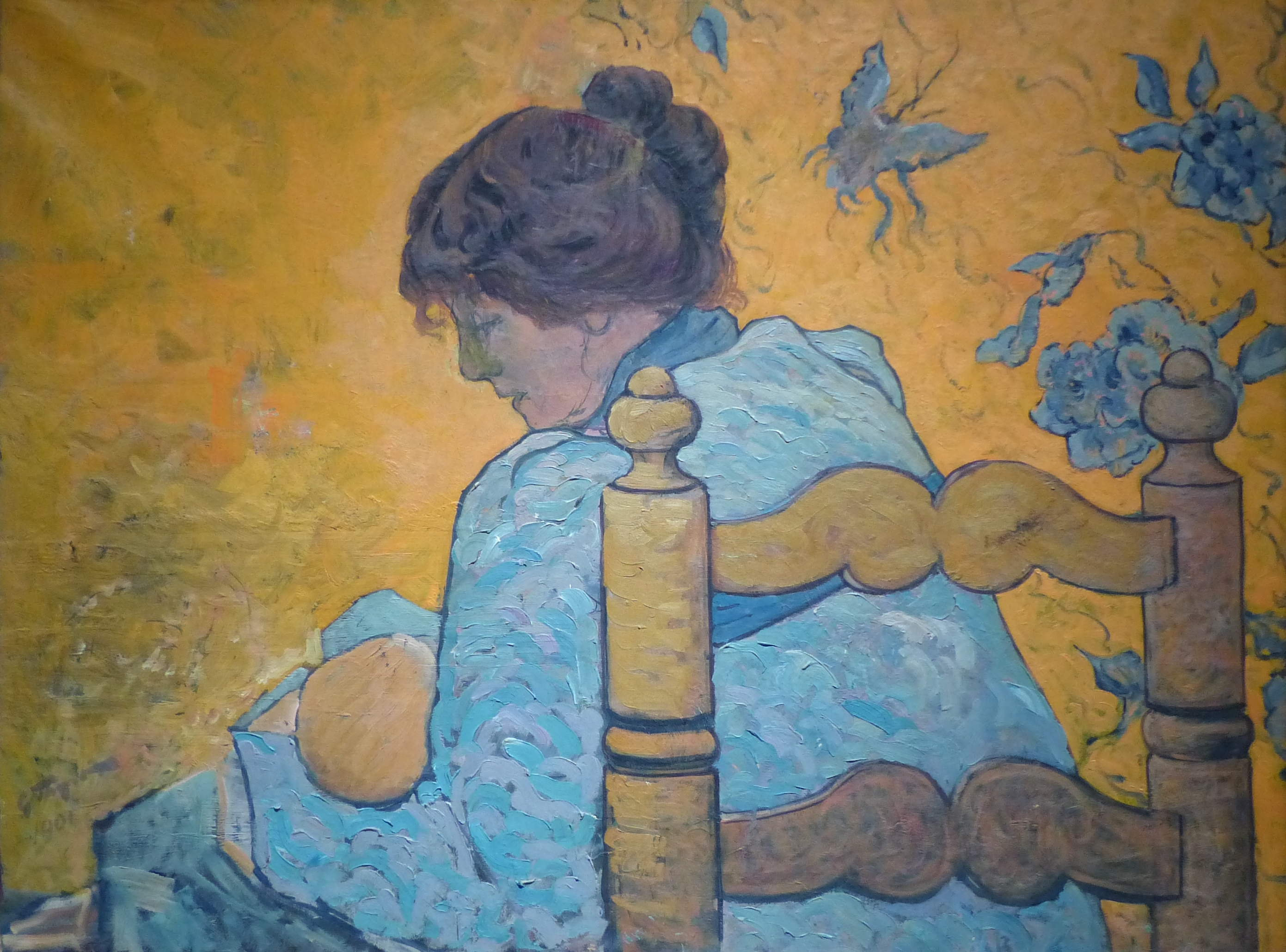
子供に授乳する妻の肖像画 (1901)